# Велик корнонен канцлер (Жечпосполита)
Великият коронен канцлер (на полски: kanclerz wielki koronny) е чиновник, оглавяващ кралската канцелария на Кралство Полша и е отговарял за външната политика на кралството. Тази длъжност възниква в началото на XII век и се заемала от духовник. По време на периода на феодалната раздробеност всеки владетел имал свой собствен канцлер; след обединението краковският канцлер измества земските (т.е. областните) канцлери (тези длъжности изчезват до XV век).
По –късно този чиновник е наричан канцлер на Кралство Полша, а по –късно и коронен канцлер или канцлер на Короната. След Люблинската уния и създаването на Полско –литовската държава съществува отделно и Велик литовски канцлер, отговорен за канцеларията на Великото литовско княжество в състава на Полско –литовската държава. 
В обичайна практика се превръща, канцлерът на Короната да ръководи външната политика спрямо западноевропейските държави, докато канцлерът на Великото литовско княжество – спрямо държавите, разположени на изток от Полско –литовската държава. 
Коронният канцлер бил първият държавен чиновник, който отговарял за върховенството на закона и гарантирал, че кралят спазва законите и съблюдавал pacta conventa (документ с контитуционален ранг). Той също така председателствал кралския съд (т. нар. асесория). 
Понякога канцлерът е наричан печатар, заради печатите, които използвал за заверяване на документи. 
Заместникът на канцлера носил титлата подканцлер; имал идентични правомощия и действителното разделение на влиянието между канцлера и подканцлера зависело от преобладаващите политически конфигурации. В епохата на Новото време един канцлер бил духовник, а друг – светски човек. 
Чинът съществувал до края на Полско –литовската държава (до Третата подлялба през 1795 г.).

## Списък на Великите коронни канцлери
- Ян (1107 –1112 г.)
- Михаил Авданец (1112 –1113 г.)
- Госвин (1113 –1138 г.)
- Лупус (1138 –1145 г.)
- Пеан (1145 –1152 г.)
- Херубин (1152 –1172 г.)
- Клеменс (1172 –1173 г.)
- Стефан (1173 –1206 г.)
- Иво Одрованж (1206 –1208 г.)
- Винциенти от Ниалка (1208 –1211 г.)
- Ярост (1211 –1212 г.)
- Марчин (1212 –1213 г.)
- Нанкер (1213 –1241 г.)
- Вавржента Гутовски (1241 –1243 г.)
- Рамболд (1243 –1262 г.)
- Павел от Пшеманков (1262 –1266 г.)
- Станислав от Краков (1266 –1270 г.)
- Прокоп (1270 –1280 г.)
- Анджей Заремба (1280 –1290 г.)
- Винсенти (1290 –1296 г.)
- Ян (1296 г.)
- Пьотр Ангели (1296 –1306 г.)
- Францишек от Краков (1306 –1320 г.)
- Збигнев от Шчижица (1320 –1356 г.)
- Януш Сушивилк (1357 –1373 г.)
- Завииша Курозвенцки (1373 –1379 г.)
- Ян Радлика (1380 –1386 г.)
- Заклика от Мидзигоша (1386 –1404 г.)
- Миколай Куровски (1404 –1411 г.)
- Войцех Ящембец (1411 –1423 г.)
- Ян Шафранец (1423 –1433 г.)
- Ян Ташка Конецполски (1434 –1454 г.)
- Ян Грушчински (1454 –1469 г.)
- Якуб Дембински (1469 –1473 г.)
- Уриел Гурка (1473 –1479 г.)
- Станислав Курозвенцки (1479 –1482 г.)
- Кжеслав Курозвенцки (1483 –1503 г.)
- Ян Ласки (1503 –1510 г.)
- Мачей Джевицки (1510 –1513 г.)
- Кшищоф Шидловецки (1515 –1532 г.)
- Ян Хойенски (1532 –1538 г.)
- Павел Дунин Волски (1539 –1544 г.)
- Томаш Собоцки (1544 –1541 г.)
- Самуел Мачейовски (1541 –1550 г.)
- Ян Очиски (1552 –1563 г.)
- Валенти Дембински (1564 –1576 г.)
- Пьотр Дунин Волски (1576 –1578 г.)
- Ян Замойски (1578 –1605 г.)
- Мачей Пстроконски (1606 –1609 г.)
- Вавжинец Гембицки (1609 –1613 г.)
- Феликс Криски (1613 –1618 г.)
- Станислав Жулкиевски (1618 –1620 г.)
- Анджей Липски (1620 –1625 г.)
- Вацлав Лешчински (1625 –1628 г.)
- Якуб Заджик (1628 –1635 г.)
- Томаш Замойски (1635 –1638 г.)
- Пьотр Гембицки (1638 –1643 г.)
- Джерзи Осолински (1643 –1650 г.)
- Анджей Лешчински (1650 –1652 г.)
- Стефан Корицински (1652 –1658 г.)
- Миколай Ян Пражмовски (1658 –1666 г.)
- Ян Лешчински (1666 –1678 г.)
- Ян Стефан Виджга (1678 г.)
- Ян Вилополски (1678 –1688 г.)
- Джерзи Албрехт Денхоф (1688 –1702 г.)
- Карол Тарло (1702 г.)
- Анджей Хризостом Залуски (1702 –1706 г.)
- Ян Станислав Яблоновски (1706 –1709 г.)
- Ян Себастиан Шембек (1712 –1731 г.)
- Анджей Станислав Залуски (1735 –1746 г.)
- Ян Малаховски (1746 –1762 г.)
- Анджей Хироним Замойски (1764 –1767 г.)
- Анджей Станислав Млоджейовски (1767 –1780 г.)
- Ян Анджей Борх (1780 г.)
- Антони Онуфри Окенцки (1780 –1786 г.)
- Ячек Малаховски (1786 –1793 г.)
- Антони Сулковски (1793 –1795 г.)

|  | Тази страница частично или изцяло представлява превод на страницата Kanclerz wielki koronny в Уикипедия на полски. Оригиналният текст, както и този превод, са защитени от Лиценза „Криейтив Комънс – Признание – Споделяне на споделеното“, а за съдържание, създадено преди юни 2009 година – от Лиценза за свободна документация на ГНУ. Прегледайте историята на редакциите на оригиналната страница, както и на преводната страница, за да видите списъка на съавторите. ВАЖНО: Този шаблон се отнася единствено до авторските права върху съдържанието на статията. Добавянето му не отменя изискването да се посочват конкретни източници на твърденията, които да бъдат благонадеждни. |